# Kuckelikaka
Kuckelikaka är en svensk svartvit kortfilm från 1949 med regi och manus av Margaretha Rosencrantz.

## Rollista
- Birgitta Lundin – Annika
- Arne Tillberg	– Bo
- Signe Wirff – Klara Persson
- Lars Tenow – Kalle
- Olov Wigren – pappa
- Birgit Linder – mamma

### Fotnoter
1. ↑  ”Kuckelikaka”. Svensk Filmdatabas. http://sfi.se/sv/svensk-filmdatabas/Item/?itemid=4259&type=MOVIE&iv=Basic&ref=/templates/SwedishFilmSearchResult.aspx?id%3d1225%26epslanguage%3dsv%26searchword%3dkuckelikaka%26type%3dMovieTitle%26match%3dBegin%26page%3d1%26prom%3dFalse. Läst 18 april 2013.